# Casa museo

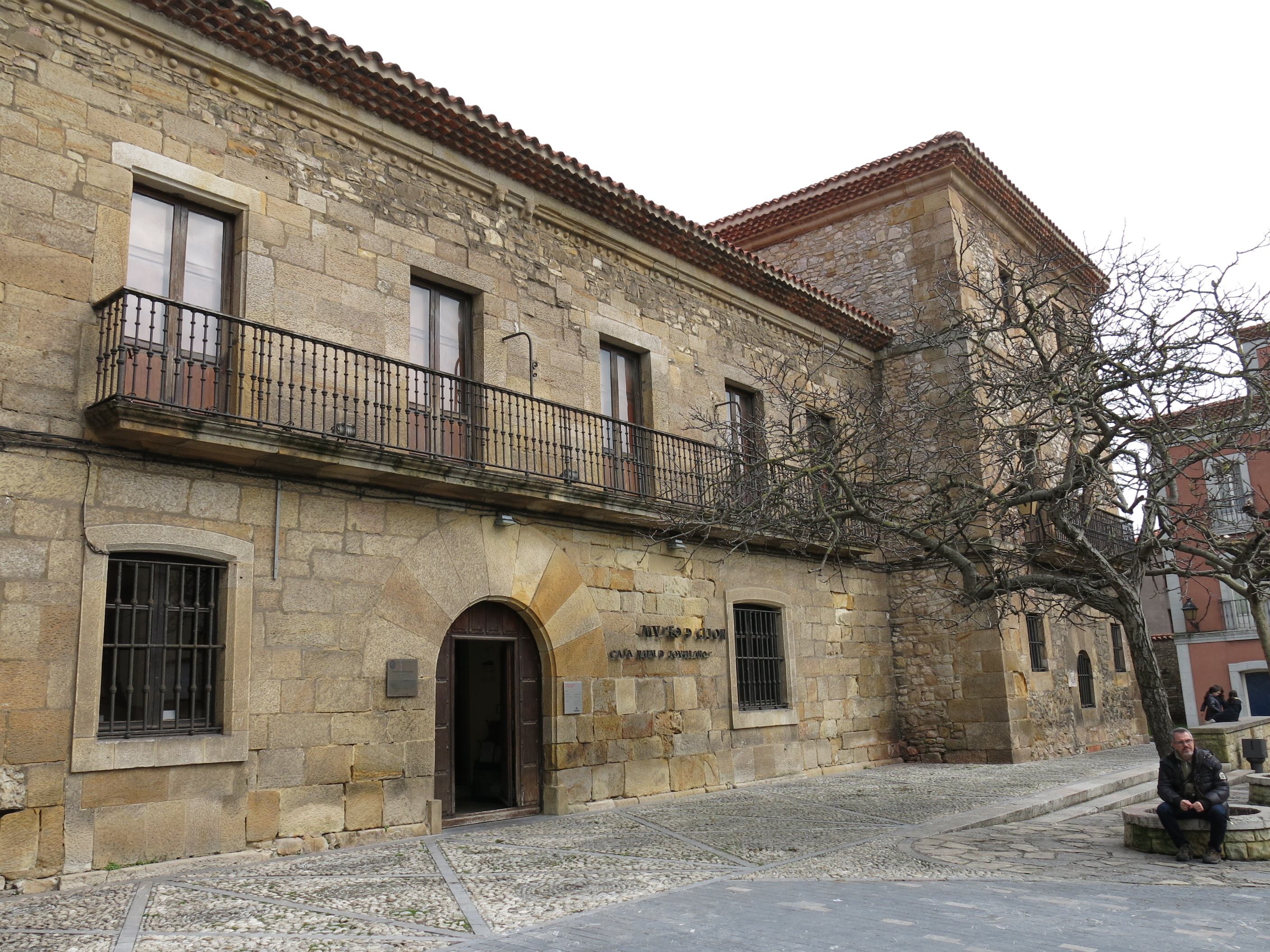
Casa natal de Jovellanos.

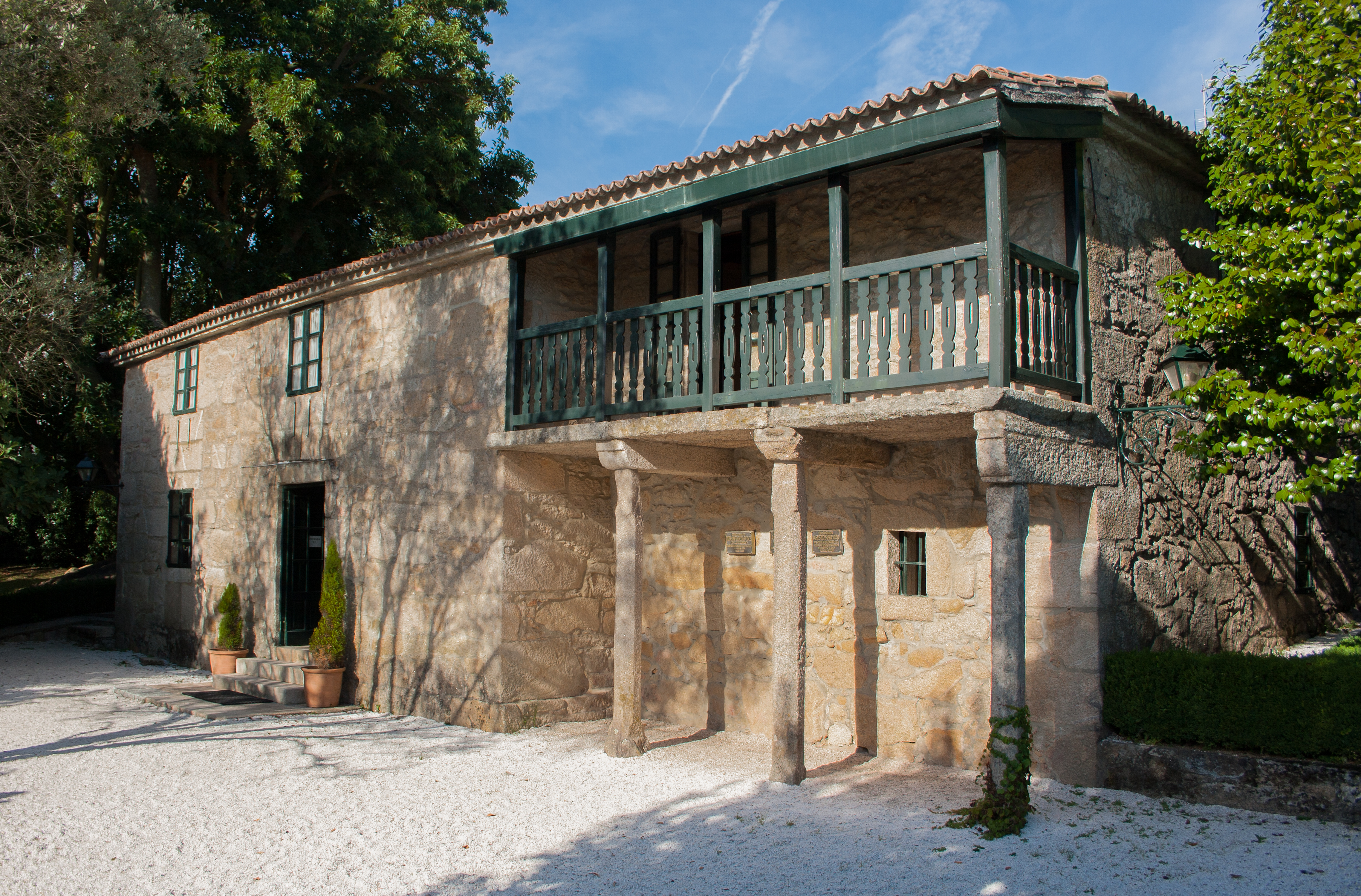
La casa natal de Rosalía de Castro, en Padrón, es actualmente una casa museo.

Una casa museo es un museo dedicado a la vida y obra de un personaje que se encuentra ubicado en la misma casa donde nació, murió o pasó un periodo de su vida. 

## Definición
Las casas museo tienen el interés de mostrar las obras y objetos utilizados por una persona en el entorno en el que se desenvolvió su existencia. Suelen contener parte del mobiliario y objetos decorativos que utilizó el personaje homenajeado, de modo que el visitante puede recrear con facilidad las costumbres de la época y sus condiciones de vida. Además, se exponen objetos personales como correspondencia, prendas de vestir, dibujos, biblioteca personal, etc. Por último, en las casas se suelen encontrar objetos reunidos por el personaje a lo largo de su vida como parte de sus colecciones privadas.

### Donación y compra
La creación de una casa museo obedece a la donación del edificio por uno de sus descendientes o, más comúnmente, a su compra por parte de una institución pública para convertirla en espacio de exposición, recuerdo y homenaje. Se dan casos curiosos como la casa natal de Goya que fue comprada y donada por el pintor Ignacio Zuloaga.

### Remodelación
A menudo, la casa requiere unas obras de remodelación para transformarla en museo que en ocasiones se convierte en completa reconstrucción para recrear el aspecto que tuvo en una época determinada. Así ocurrió con la casa de Bartolomé Murillo que había sido convertida en oficinas en el año 1988.

## Tipologías
Existen casas museo dedicadas a diferentes ramas de artistas y personajes notables: 
- Pintores, como la de Goya, Dalí, Murillo, Rembrandt, Rubens, Sorolla, El Greco, Frida Kahlo, Leonora Carrington.
- Escritores: Lope de Vega, Zenobia y Juan Ramón, Miguel Hernández, Antonio Machado, Vladimir Navokov.
- Historiadores: Raúl Porras Barrenechea.
- Médicos: Sigmund Freud, Carl Gustav Jung.
- Músicos: Carlos Gardel, Elvis Presley.
- Políticos: Che Guevara, Quinta de Bolívar, Arturo Illia.
- Descubridores, como la de Colón.